# Ferdinand Mourier-Petersen
Peter Paul Christian Ferdinand Mourier-Petersen, (9. juli 1825 på Engelsholm ved Vejle – 7. august 1898 på Rugård) var en dansk godsejer, hededyrker og politiker, bror til A.T.H. og Christian Mourier-Petersen.

## Godsejer
Han var søn af godsejer, cand. jur., generalkrigskommissær Christian Petersen (1783-1841) og Anne Marie Mourier (1787-1879), der var af fransk-reformert godsejerslægt. Mourier-Petersen blev 1843 student fra Borgerdydskolen på Christianshavn, 1849, efter at have deltaget som frivillig i Treårskrigen, juridisk kandidat. Efter nogen handel med godser købte han 1857 hovedgården Rugård ved Grenå og senere tillige en del andet gods; allerede 1856 var han blevet medejer af Rye Nørreskov. Efterhånden fik han sæde i amtsråd, landvæsenskommission, 2 skoledirektioner, sogneråd (hvor han i mange år var formand) og rigsdag blev jægermester 1861, hofjægermester 1867, kammerherre 1893, Kommandør af 2. grad af Dannebrogordenen 1887.

## Hedesagen
Mourier-Petersens dygtige og sparsommelige styrelse af godser så vel som af offentlige anliggender, i forbindelse med hans store interesse for skovbrug, bevirkede, at han 1866 blev valgt til formand for Det danske Hedeselskab, en stilling, som han beklædte indtil sin død, 7. august 1898. Det blev vel Dalgas, der som administrerende direktør kom til at gøre det største arbejde for selskabet, særlig ude i befolkningen; men ved siden heraf fik Mourier-Petersens anseelse så vel som hans besindighed og administrative dygtighed sin store betydning. I Landstinget virkede han ihærdig for hedesagen, men i øvrigt yndede den jævne og beskedne mand ikke at træde stærkt frem, og han fandt sig uden misundelse i, at Dalgas, hvem han oprigtig beundrede, kom til at stå som den egentlige leder af selskabet; men efter Dalgas’ død fik Mourier-Petersen rig lejlighed til at vise, hvor nøje han var kendt med alle sider af hedesagen.

## Ægteskab
Mourier-Petersen ægtede 31. oktober 1863 i Vor Frue Kirke Alvilda Dahl (19. december 1832 i København – 14. marts 1911 på Bettysminde ved Randers), datter af justitsråd, overretsprokurator Vilhelm Burchardt Dahl (1794-1860) og Andrea Cecilie Marie Bondrop (1796-1849).

## Landspolitik
Mourier-Petersen repræsenterede i årene 1861-66 Ebeltoftkredsen i Rigsdagens Folketing og i 1864-66 tillige i Rigsrådets Folketing. Under forfatningskampen 1866 delte han imidlertid skæbne med mange andre talsmænd for den reviderede grundlov og faldt, men samme efterår fik han sæde i Landstinget. Her sad han indtil sin død som et af Højres medlemmer for 9. kreds. Mourier-Petersen trådte som politiker aldrig stærkt frem i forgrunden, men hans karakterfasthed, praktiske sans og retsindighed sikrede ham almindelig tillid, og han var et af det konservative partis faste støtter. I udvalgene sporedes hans virksomhed mere end i Landstingssalen, og endnu i den sidste samling før hans død havde han Sæde i begge de fællesudvalg, som rigsdagssessionen affødte: om forslaget angående jordlodder til landarbejdere og om skolelovforslaget. Han tog virksom del i behandlingen af landøkonomiske og kommunale sager og af toldreformen, og den næstsidste gang, han havde ordet i Landstinget, gjorde han sig til tolk for ønsker om en beskyttelsestold for landbruget. Fra 1879 til sin død var han medlem af Rigsretten.
Han er begravet på Hyllested Kirkegård. Der findes et mindesmærke i Rugårds park med relief af Rasmus Andersen samt en mindesten ved Mallehøje Østergård.